# 雷根斯堡親王國
雷根斯堡親王國（德語：Fürstentum Regensburg）是神聖羅馬帝國的一個親王國，創建於1803年；1806年帝國解體後，它一直是萊茵邦聯的一部分直到1810年。它的首都是雷根斯堡。